# فرانيلوفتسي
فرانيلوفتسي (بالبلغارية: Враниловци)‏ قرية تقع إدارياً ضمن بلدية غابروفو ‏ في بلغاريا. ويبلغ عدد سكانها 341 نسمة حسب تعداد 15 مارس 2015. تعتمد فرانيلوفتسي للبريد على الرمز البريدي 5347.